# Lotus Air
Lotus Air (Arabisch: لوتس للطيران) was een Egyptische luchtvaartmaatschappij met haar thuisbasis in Caïro.
Lotus Air is opgericht in 1997.

## Vloot
De vloot van Lotus Air bestond op 11 mei 2011 uit volgende toestellen:
- Airbus A320-200